# Just testing
Just testing is het twaalfde muziekalbum van Wishbone Ash; de band vierde hiermee haar tienjarig bestaan. Dat het met vallen en opstaan gepaard ging is af te leiden van de titel. Het is een opmerking die Wisefield altijd maakte als er iets misging bij het inspelen: Just testing. De band zou het album in eerste instantie zelf produceren, maar uiteindelijk moesten Turner en John Sherrie (manager) het voortouw nemen. De opnamen in de geluidsstudio Surrey Sound Studio in Leatherhead vorderden maar matig. Dit kwam mede doordat de band een jaarlang stil had gezeten en dat de musici nieuwe geluidstechnieken en –effecten wilden proberen. Insomnia is opgenomen in de studio van Ian Gillan.
Intrede bij het album doet Claire Hammill, die enige tijd later de band zou komen versterken; ze schreef mee aan Living proof. Helpless is geschreven door P.Kendrick, men heeft nog altijd geen idee wie dat is; Helpless werd als single verkozen boven een stukje muziek dat (toen onbekende) ene Bryan Adams had ingediend. New rising star is een privé-ervaring van Turner; hij verhuurde in de jaren zestig een deel van zijn woning aan een stel. De man, die de vrouw sloeg, vertrok op aanraden van de Turners en de vrouw bloeide op. Master of disguise gaat over de in eerste instantie onthechting van Powells leven in Engeland toen de band naar de VS vertrok. Come on/Fast Johnny werden opgenomen tijdens de sessie, maar kwamen niet op het album; wel op een single in juli 1979.
Het album was maar matig succesvol met een 41e plaats in de Britse albumlijst met in totaal vier weken notering. Toch kon WA veel optreden verzorgen, eerst Europa, vervolgens de Verenigde Staten en dan Japan. In oktober 1980 had Turner er geen zin meer in; muzikale meningsverschillen zorgden voor zijn vertrek; hij startte The Wolfgang. De muziekgroep sleet een aantal bassisten. In 1987 zou onderstaande samenstelling weer samen komen voor een reünie (Nouveau calls).

## Musici
- Andy Powell – gitaar, zang
- Laurie Wisefield – gitaar, zang
- Martin Turner – basgitaar, zang
- Steve Upton – slagwerk, percussie

met
- Claire Hammill- zang Living proof, Pay the price en orgel op Master of disguise.

## Muziek
| Nr. | Titel                             | Duur |
| --- | --------------------------------- | ---- |
| 1.  | Living proof (Wisefield, Hammill) | 5:43 |
| 2.  | Haunting me (Turner)              | 4:33 |
| 3.  | Insomnia (Turner)                 | 5:08 |
| 4.  | Helpless (Paul Kendrick)          | 4:04 |

| Nr. | Titel                       | Duur |
| --- | --------------------------- | ---- |
| 1.  | Pay the price (Turner)      | 3:30 |
| 2.  | New rising star (Turner)    | 3:54 |
| 3.  | Master of disguise (Powell) | 4:24 |
| 4.  | Life line (Turner)          | 6:29 |

| Nr. | Titel                              | Duur |
| --- | ---------------------------------- | ---- |
| 9.  | Come on (Chuck Berry)              | 3:23 |
| 10. | Fast Johnny (Turner)               | 4:04 |
| 11. | Blowin’ free (live april 1980, WA) | 6:34 |
| 12. | Helpless (live april 1980)         | 3:46 |